# Lista de bens tombados em Blumenau
A lista de bens tombados de Blumenau reúne itens do patrimônio cultural e histórico da cidade brasileira de Blumenau, que foram tombados em nível municipal realizados pela Gerência de Patrimônio Histórico (GPH) da cidade de Blumenau e, em nível estadual realizados pelo Fundação Catarinense de Cultura (FCC) do estado brasileiro de Santa Catarina. Dentre os patrimônios tombados está o Museu da Família Colonial, que é uma construção reconhecida pelo IPHAN, no contexto de preservação do patrimônio histórico-cultural brasileiro. O museu conta com mais de 6 mil peças em seu acervo e preserva pertences de fundadores e colonizadores da cidade.
| Imagem | Bem                                                                        | Data de fundação       | Coordenadas                  | Tombamento                                  | Referência |
| ------ | -------------------------------------------------------------------------- | ---------------------- | ---------------------------- | ------------------------------------------- | ---------- |
|        | Antigo Hotel Oliveira                                                      |                        | 26° 55′ 20″ S, 49° 03′ 26″ O | bem tombado pela FCC                        |            |
|        | Arquivo Histórico Professor José Ferreira da Silva                         |                        | 26° 55′ 19″ S, 49° 03′ 28″ O | bem tombado pela GPH                        |            |
|        | Capela e Convento, Prédio Escolar I e Salão Nobre do Colégio Santo Antônio |                        | 26° 55′ 08″ S, 49° 04′ 00″ O | bem tombado pela FCC                        |            |
|        | Casa Feldmann                                                              |                        | 26° 44′ 08″ S, 49° 04′ 01″ O | bem de interesse histórico e/ou cultural    |            |
|        | Casa Flohr                                                                 |                        | 26° 39′ 42″ S, 49° 07′ 24″ O | bem tombado pela FCC                        |            |
|        | Casa Franz                                                                 |                        | 26° 44′ 00″ S, 49° 05′ 38″ O | bem tombado pela FCC                        |            |
|        | Casa Manzke                                                                |                        | 26° 41′ 33″ S, 49° 06′ 38″ O | bem tombado pela FCC                        |            |
|        | Casa Paroquial                                                             |                        | 26° 55′ 30″ S, 49° 03′ 21″ O | bem tombado pela FCC                        |            |
|        | Casa Vianna                                                                |                        | 26° 54′ 58″ S, 49° 03′ 27″ O | bem tombado pela FCC                        |            |
|        | Casa Willy Sievert                                                         |                        | 26° 54′ 54″ S, 49° 04′ 09″ O | bem tombado pela FCC                        |            |
|        | Casa de Alcides Hoerning                                                   |                        | 26° 43′ 16″ S, 49° 06′ 06″ O | bem tombado pelo IPHAN bem tombado pela FCC |            |
|        | Casa de Arno Hensel                                                        |                        | 26° 42′ 55″ S, 49° 06′ 03″ O | bem tombado pela FCC                        |            |
|        | Casa de Hermann Blumenau                                                   |                        | 26° 55′ 21″ S, 49° 03′ 28″ O | bem tombado pela FCC                        |            |
|        | Castelinho                                                                 |                        | 26° 55′ 33″ S, 49° 04′ 08″ O | bem tombado pela FCC                        |            |
|        | Castelinho da Moellmann                                                    |                        | 26° 55′ 07″ S, 49° 03′ 58″ O | bem tombado pela FCC                        |            |
|        | Comercial Husadel                                                          |                        | 26° 55′ 14″ S, 49° 03′ 53″ O | bem tombado pelo IPHAN                      |            |
|        | Conjunto Zimmdars                                                          | 1899                   | 26° 40′ 50″ S, 49° 07′ 10″ O | bem tombado pelo IPHAN                      |            |
|        | Conjunto arquitetônico que integra o complexo fabril das Indústrias Hering |                        | 26° 55′ 34″ S, 49° 05′ 04″ O | bem tombado pela FCC                        |            |
|        | Edifício da Fundação Cultural de Blumenau                                  |                        | 26° 55′ 20″ S, 49° 03′ 31″ O | bem tombado pela FCC                        |            |
|        | Fundação Hermann Hering                                                    |                        | 26° 55′ 35″ S, 49° 04′ 10″ O | bem tombado pela FCC                        |            |
|        | Hospital Misericórdia de Vila Itoupava                                     |                        | 26° 43′ 31″ S, 49° 04′ 06″ O | bem de interesse histórico e/ou cultural    |            |
|        | Igreja Evangélica de Itoupava Rega                                         |                        | 26° 42′ 03″ S, 49° 06′ 15″ O | bem tombado pela FCC                        |            |
|        | Igreja Evangélica de Testo Alto II                                         |                        |                              | bem de interesse histórico e/ou cultural    |            |
|        | Igreja Luterana (Igreja do Espírito Santo)                                 |                        | 26° 55′ 29″ S, 49° 03′ 20″ O | bem tombado pela FCC                        |            |
|        | Igreja São Paulo Apóstolo                                                  | 1961                   | 26° 55′ 11″ S, 49° 03′ 59″ O | bem tombado pela GPH                        |            |
|        | Imóvel situado à Alameda Rio Branco, 165                                   |                        | 26° 55′ 27″ S, 49° 03′ 38″ O | bem tombado pela FCC                        |            |
|        | Imóvel situado à Alameda Rio Branco, 40                                    |                        | 26° 55′ 22″ S, 49° 03′ 39″ O | bem tombado pela FCC                        |            |
|        | Imóvel situado à Rua Alvin Schrader, 01                                    |                        | 26° 55′ 15″ S, 49° 03′ 27″ O | bem tombado pela FCC                        |            |
|        | Imóvel situado à Rua Alvin Schrader, 137                                   |                        | 26° 55′ 19″ S, 49° 03′ 24″ O | bem tombado pela FCC                        |            |
|        | Imóvel situado à Rua Alvin Schrader, 44                                    |                        | 26° 55′ 17″ S, 49° 03′ 26″ O | bem tombado pela FCC                        |            |
|        | Imóvel situado à Rua Alvin Schrader, 89                                    |                        | 26° 55′ 17″ S, 49° 03′ 24″ O | bem tombado pela FCC                        |            |
|        | Imóvel situado à Rua Hermann Hering, 102                                   |                        | 26° 55′ 32″ S, 49° 04′ 00″ O | bem tombado pela FCC                        |            |
|        | Imóvel situado à Rua Hermann Hering, 151                                   |                        | 26° 55′ 34″ S, 49° 04′ 09″ O | bem tombado pela FCC                        |            |
|        | Imóvel situado à Rua Hermann Hering, 208                                   |                        | 26° 55′ 33″ S, 49° 04′ 03″ O | bem tombado pela FCC                        |            |
|        | Imóvel situado à Rua Hermann Hering, 247                                   |                        | 26° 55′ 35″ S, 49° 04′ 04″ O | bem tombado pela FCC                        |            |
|        | Imóvel situado à Rua Hermann Hering, 54                                    |                        | 26° 55′ 32″ S, 49° 04′ 06″ O | bem tombado pela FCC                        |            |
|        | Imóvel situado à Rua Hermann Hering, 55                                    |                        | 26° 55′ 33″ S, 49° 03′ 58″ O | bem tombado pela FCC                        |            |
|        | Imóvel situado à Rua Itajaí, 35                                            |                        | 26° 55′ 15″ S, 49° 03′ 29″ O | bem tombado pela FCC                        |            |
|        | Imóvel situado à Rua Marechal Floriano Peixoto, 536                        |                        | 26° 55′ 33″ S, 49° 03′ 56″ O | bem tombado pela FCC                        |            |
|        | Imóvel situado à Rua Marechal Floriano Peixoto, 555                        |                        | 26° 55′ 34″ S, 49° 03′ 55″ O | bem tombado pela FCC                        |            |
|        | Imóvel situado à Rua Sete de Setembro, 170                                 |                        | 26° 55′ 25″ S, 49° 03′ 32″ O | bem tombado pela FCC                        |            |
|        | Imóvel situado à Rua XV de Novembro, 1.080                                 |                        | 26° 55′ 06″ S, 49° 04′ 00″ O | bem tombado pela FCC                        |            |
|        | Imóvel situado à Rua XV de Novembro, 1.112                                 |                        | 26° 55′ 05″ S, 49° 04′ 01″ O | bem tombado pela FCC                        |            |
|        | Imóvel situado à Rua XV de Novembro, 1.122                                 |                        | 26° 55′ 05″ S, 49° 04′ 01″ O | bem tombado pela FCC                        |            |
|        | Imóvel situado à Rua XV de Novembro, 1.181                                 |                        | 26° 55′ 07″ S, 49° 04′ 05″ O | bem tombado pela FCC                        |            |
|        | Imóvel situado à Rua XV de Novembro, 1.392/1.398                           |                        | 26° 54′ 58″ S, 49° 04′ 06″ O | bem tombado pela FCC                        |            |
|        | Imóvel situado à Rua XV de Novembro, 1.404/1.408                           |                        | 26° 54′ 57″ S, 49° 04′ 06″ O | bem tombado pela FCC                        |            |
|        | Imóvel situado à Rua XV de Novembro, 1.414/1.430                           |                        | 26° 54′ 57″ S, 49° 04′ 06″ O | bem tombado pela FCC                        |            |
|        | Imóvel situado à Rua XV de Novembro, 1.434                                 |                        | 26° 54′ 57″ S, 49° 04′ 06″ O | bem tombado pela FCC                        |            |
|        | Imóvel situado à Rua XV de Novembro, 1.436                                 |                        | 26° 54′ 56″ S, 49° 04′ 07″ O | bem tombado pela FCC                        |            |
|        | Imóvel situado à Rua XV de Novembro, 1.462/1.466                           |                        | 26° 54′ 55″ S, 49° 04′ 07″ O | bem tombado pela FCC                        |            |
|        | Imóvel situado à Rua XV de Novembro, 1.502                                 |                        | 26° 54′ 55″ S, 49° 04′ 09″ O | bem tombado pela FCC                        |            |
|        | Imóvel situado à Rua XV de Novembro, 1.526                                 |                        | 26° 54′ 54″ S, 49° 04′ 09″ O | bem tombado pela FCC                        |            |
|        | Imóvel situado à Rua XV de Novembro, 25                                    |                        | 26° 55′ 17″ S, 49° 03′ 28″ O | bem tombado pela FCC                        |            |
|        | Imóvel situado à Rua XV de Novembro, 41                                    |                        | 26° 55′ 17″ S, 49° 03′ 28″ O | bem tombado pela FCC                        |            |
|        | Imóvel situado à Rua XV de Novembro, 533, esquina Ângelo Dias              |                        | 26° 55′ 19″ S, 49° 03′ 45″ O | bem tombado pela FCC                        |            |
|        | Imóvel situado à Rua XV de Novembro, 563                                   |                        | 26° 55′ 18″ S, 49° 03′ 45″ O | bem tombado pela FCC                        |            |
|        | Imóvel situado à Rua XV de Novembro, 595/587                               |                        | 26° 55′ 18″ S, 49° 03′ 46″ O | bem tombado pela FCC                        |            |
|        | Imóvel situado à Rua XV de Novembro, 605                                   |                        | 26° 55′ 18″ S, 49° 03′ 47″ O | bem tombado pela FCC                        |            |
|        | Imóvel situado à Rua XV de Novembro, 667                                   |                        | 26° 55′ 17″ S, 49° 03′ 49″ O | bem tombado pela FCC                        |            |
|        | Imóvel situado à Rua XV de Novembro, 789                                   |                        | 26° 55′ 14″ S, 49° 03′ 52″ O | bem tombado pela FCC                        |            |
|        | Imóvel situado à Rua XV de Novembro, 801                                   |                        | 26° 55′ 14″ S, 49° 03′ 52″ O | bem tombado pela FCC                        |            |
|        | Imóvel situado à Rua XV de Novembro, 819                                   |                        | 26° 55′ 14″ S, 49° 03′ 53″ O | bem tombado pela FCC                        |            |
|        | Imóvel à Alameda Rio Branco, nº 355                                        |                        | 26° 55′ 32″ S, 49° 03′ 40″ O | bem tombado pela GPH                        |            |
|        | Imóvel à Alameda Rio Branco, nº 55                                         |                        | 26° 55′ 23″ S, 49° 03′ 37″ O | bem tombado pela GPH                        |            |
|        | Imóvel à Rua 15 de Novembro, nº 1170                                       |                        | 26° 55′ 04″ S, 49° 04′ 02″ O | bem tombado pela GPH                        |            |
|        | Imóvel à Rua 15 de Novembro, nº 1241                                       |                        | 26° 55′ 04″ S, 49° 04′ 04″ O | bem tombado pela GPH                        |            |
|        | Imóvel à Rua 15 de Novembro, nº 1308                                       |                        | 26° 55′ 01″ S, 49° 04′ 04″ O | bem tombado pela GPH                        |            |
|        | Imóvel à Rua 15 de Novembro, nº 1312                                       |                        | 26° 55′ 01″ S, 49° 04′ 04″ O | bem tombado pela GPH                        |            |
|        | Imóvel à Rua 15 de Novembro, nº 1316                                       |                        | 26° 55′ 01″ S, 49° 04′ 04″ O | bem tombado pela GPH                        |            |
|        | Imóvel à Rua 15 de Novembro, nº 1444                                       |                        | 26° 54′ 56″ S, 49° 04′ 07″ O | bem tombado pela GPH                        |            |
|        | Imóvel à Rua 15 de Novembro, nº 1448                                       |                        | 26° 54′ 56″ S, 49° 04′ 07″ O | bem tombado pela GPH                        |            |
|        | Imóvel à Rua 15 de Novembro, nº 415                                        |                        | 26° 55′ 21″ S, 49° 03′ 41″ O | bem tombado pela GPH                        |            |
|        | Imóvel à Rua 15 de Novembro, nº 459                                        |                        | 26° 55′ 20″ S, 49° 03′ 42″ O | bem tombado pela GPH                        |            |
|        | Imóvel à Rua 15 de Novembro, nº 643                                        |                        | 26° 55′ 17″ S, 49° 03′ 48″ O | bem tombado pela GPH                        |            |
|        | Imóvel à Rua 15 de Novembro, nº 887                                        |                        | 26° 55′ 12″ S, 49° 03′ 55″ O | bem tombado pela GPH                        |            |
|        | Imóvel à Rua 15 de Novembro, nº 895                                        |                        | 26° 55′ 12″ S, 49° 03′ 55″ O | bem tombado pela GPH                        |            |
|        | Imóvel à Rua 15 de Novembro, nº 920                                        |                        | 26° 55′ 11″ S, 49° 03′ 56″ O | bem tombado pela GPH                        |            |
|        | Imóvel à Rua 7 de Setembro, nº 1956                                        |                        | 26° 54′ 54″ S, 49° 04′ 23″ O | bem tombado pela GPH                        |            |
|        | Imóvel à Rua 7 de Setembro, nº 255                                         |                        | 26° 55′ 27″ S, 49° 03′ 36″ O | bem tombado pela GPH                        |            |
|        | Imóvel à Rua 7 de Setembro, nº 273                                         |                        | 26° 55′ 27″ S, 49° 03′ 36″ O | bem tombado pela GPH                        |            |
|        | Imóvel à Rua 7 de Setembro, nº 644                                         |                        | 26° 55′ 22″ S, 49° 03′ 48″ O | bem tombado pela GPH                        |            |
|        | Imóvel à Rua Amazonas, nº 4075                                             |                        | 26° 57′ 12″ S, 49° 04′ 11″ O | bem tombado pela GPH                        |            |
|        | Imóvel à Rua Amazonas, nº 4100                                             |                        | 26° 57′ 14″ S, 49° 04′ 12″ O | bem tombado pela GPH                        |            |
|        | Imóvel à Rua Bahia, nº 2220                                                |                        | 26° 52′ 56″ S, 49° 06′ 08″ O | bem tombado pela GPH                        |            |
|        | Imóvel à Rua Bahia, nº 49                                                  |                        | 26° 53′ 25″ S, 49° 05′ 15″ O | bem tombado pela GPH                        |            |
|        | Imóvel à Rua Bonfim, s/n                                                   |                        |                              | bem tombado pela GPH                        |            |
|        | Imóvel à Rua Doutor Luiz de Freitas Melro, nº 10                           |                        | 26° 55′ 30″ S, 49° 03′ 36″ O | bem tombado pela GPH                        |            |
|        | Imóvel à Rua Doutor Luiz de Freitas Melro, nº 13                           |                        | 26° 55′ 31″ S, 49° 03′ 36″ O | bem tombado pela GPH                        |            |
|        | Imóvel à Rua Doutor Luiz de Freitas Melro, nº 27                           |                        | 26° 55′ 31″ S, 49° 03′ 36″ O | bem tombado pela GPH                        |            |
|        | Imóvel à Rua Doutor Luiz de Freitas Melro, nº 53                           |                        | 26° 55′ 31″ S, 49° 03′ 37″ O | bem tombado pela GPH                        |            |
|        | Imóvel à Rua Doutor Pedro Zimmermann                                       |                        | 26° 47′ 52″ S, 49° 05′ 12″ O | bem tombado pela GPH                        |            |
|        | Imóvel à Rua Engenheiro Paul Werner, nº 218                                |                        | 26° 54′ 02″ S, 49° 04′ 45″ O | bem tombado pela GPH                        |            |
|        | Imóvel à Rua Frederico Jensen, nº 148                                      |                        | 26° 51′ 37″ S, 49° 05′ 15″ O | bem tombado pela GPH                        |            |
|        | Imóvel à Rua Frederico Jensen, nº 3587                                     |                        | 26° 51′ 14″ S, 49° 07′ 12″ O | bem tombado pela GPH                        |            |
|        | Imóvel à Rua Gertrud Gross Hering, nº 97                                   |                        | 26° 55′ 36″ S, 49° 04′ 08″ O | bem tombado pela GPH                        |            |
|        | Imóvel à Rua Hermann Hering, nº 01                                         |                        | 26° 55′ 33″ S, 49° 03′ 57″ O | bem tombado pela FCC                        |            |
|        | Imóvel à Rua Hermann Hering, nº 1000                                       |                        | 26° 55′ 31″ S, 49° 04′ 31″ O | bem tombado pela GPH                        |            |
|        | Imóvel à Rua Hermann Hering, nº 1011                                       |                        | 26° 55′ 32″ S, 49° 04′ 32″ O | bem tombado pela GPH                        |            |
|        | Imóvel à Rua Hermann Hering, nº 1020                                       |                        | 26° 55′ 31″ S, 49° 04′ 32″ O | bem tombado pela GPH                        |            |
|        | Imóvel à Rua Hermann Hering, nº 1020 e 1030                                |                        |                              | bem tombado pela GPH                        |            |
|        | Imóvel à Rua Hermann Hering, nº 1030                                       |                        | 26° 55′ 31″ S, 49° 04′ 32″ O | bem tombado pela GPH                        |            |
|        | Imóvel à Rua Hermann Hering, nº 1096                                       |                        | 26° 55′ 31″ S, 49° 04′ 35″ O | bem tombado pela GPH                        |            |
|        | Imóvel à Rua Hermann Hering, nº 1160                                       |                        | 26° 55′ 32″ S, 49° 04′ 38″ O | bem tombado pela GPH                        |            |
|        | Imóvel à Rua Hermann Hering, nº 410                                        |                        | 26° 55′ 31″ S, 49° 04′ 10″ O | bem tombado pela GPH                        |            |
|        | Imóvel à Rua Hermann Hering, nº 532                                        |                        | 26° 55′ 31″ S, 49° 04′ 15″ O | bem tombado pela GPH                        |            |
|        | Imóvel à Rua Hermann Hering, nº 554                                        |                        | 26° 55′ 31″ S, 49° 04′ 15″ O | bem tombado pela GPH                        |            |
|        | Imóvel à Rua Hermann Hering, nº 732                                        |                        | 26° 55′ 31″ S, 49° 04′ 22″ O | bem tombado pela GPH                        |            |
|        | Imóvel à Rua Hermann Hering, nº 849                                        |                        | 26° 55′ 34″ S, 49° 04′ 26″ O | bem tombado pela GPH                        |            |
|        | Imóvel à Rua Hermann Huscher, nº 104                                       |                        | 26° 55′ 56″ S, 49° 03′ 49″ O | bem tombado pela GPH                        |            |
|        | Imóvel à Rua Hermann Tribess, nº 823                                       |                        | 26° 52′ 31″ S, 49° 03′ 24″ O | bem tombado pela GPH                        |            |
|        | Imóvel à Rua Johann Karsten, nº 365                                        |                        | 26° 51′ 07″ S, 49° 09′ 22″ O | bem tombado pela GPH                        |            |
|        | Imóvel à Rua João Pessoa                                                   |                        | 26° 55′ 08″ S, 49° 05′ 23″ O | bem tombado pela GPH                        |            |
|        | Imóvel à Rua Namy Deeke, nº 75                                             |                        | 26° 55′ 06″ S, 49° 04′ 06″ O | bem tombado pela GPH                        |            |
|        | Imóvel à Rua Pastor Oswald Hesse                                           |                        | 26° 55′ 33″ S, 49° 03′ 12″ O | bem tombado pela GPH                        |            |
|        | Imóvel à Rua Presidente Getúlio Vargas, nº 211                             |                        | 26° 55′ 00″ S, 49° 04′ 12″ O | bem tombado pela GPH                        |            |
|        | Imóvel à Rua São José, nº 350                                              |                        | 26° 54′ 59″ S, 49° 04′ 25″ O | bem tombado pela GPH                        |            |
|        | Imóvel à Rua São Paulo, nº 1238                                            |                        | 26° 54′ 20″ S, 49° 04′ 33″ O | bem tombado pela GPH                        |            |
|        | Imóvel à Rua São Paulo, nº 2963                                            |                        | 26° 53′ 36″ S, 49° 04′ 59″ O | bem tombado pela GPH                        |            |
|        | Imóvel à Rua São Paulo, nº 3296                                            |                        | 26° 53′ 27″ S, 49° 05′ 07″ O | bem tombado pela GPH                        |            |
|        | Imóvel à Rua São Paulo, nº 3310                                            |                        | 26° 53′ 27″ S, 49° 05′ 07″ O | bem tombado pela GPH                        |            |
|        | Imóvel à Rua XV de Novembro, nº 1401/1408                                  |                        | 26° 54′ 58″ S, 49° 04′ 06″ O | bem tombado pela FCC                        |            |
|        | Imóvel à Rua Xavantina, s/n                                                |                        | 26° 53′ 59″ S, 49° 04′ 32″ O | bem tombado pela GPH                        |            |
|        | Loja Moellmann                                                             |                        | 26° 55′ 07″ S, 49° 03′ 59″ O | bem tombado pela FCC                        |            |
|        | Museu da Família Colonial                                                  | 15 de setembro de 1967 | 26° 55′ 21″ S, 49° 03′ 28″ O | bem tombado pelo IPHAN bem tombado pela FCC |            |
|        | Praça Hercílio Luz                                                         |                        | 26° 55′ 19″ S, 49° 03′ 33″ O | bem tombado pela FCC                        |            |
|        | Residência Dietrich                                                        |                        | 26° 55′ 21″ S, 49° 03′ 27″ O | bem tombado pela FCC                        |            |
|        | Residência de Curt Hering                                                  |                        | 26° 55′ 35″ S, 49° 04′ 01″ O | bem tombado pela FCC                        |            |
|        | Residência de Max Alfred Hering                                            |                        | 26° 55′ 34″ S, 49° 03′ 56″ O | bem tombado pela FCC                        |            |
|        | Salão Kunze                                                                |                        | 26° 44′ 10″ S, 49° 04′ 00″ O | bem de interesse histórico e/ou cultural    |            |
|        | Teatro Carlos Gomes                                                        |                        | 26° 55′ 06″ S, 49° 04′ 05″ O | bem tombado pela FCC                        |            |
|        | Usina Hidrelétrica do Salto                                                |                        | 26° 52′ 45″ S, 49° 06′ 30″ O | bem tombado pela GPH                        |            |

∑ 132 items.